# Нови-Пазар (футбольный клуб)
«Нови-Пазар» (серб. ФК Hoви Пазap) — сербский футбольный клуб из одноимённого города, в Рашском округе в Западной Сербии. Домашние матчи проводит на «Градски», вмещающем 10 000 зрителей.

## История
Клуб был основан в 1928 года. Первое время клуб назывался «Санджак», а позже «Дежева». Позже — «ФК Дежева» и «ФК Руси» и только после этого клуб был назван нынешним именем «ФК Новый Пазар». В период существования Югославии, Нови Пазар выступал во второй лиге.
Клуб в сезоне 2010/11 занял 3-е место в Первой лиге Сербии, но после отказа клуба «БАСК», который стал чемпионом Первой лиги, играть в Суперлиге, было принято решение, что место в высшей лиге займёт Нови-Пазар. Два сезона подряд клуб занимал 14 место в суперлиге и играл в плей-офф за вылет. Оба раза удачно.

## Статистика сезонов
| Сезон   | Дивизион      | Место | Кубок |
| ------- | ------------- | ----- | ----- |
| 2000/01 | Первая лига   | 8-е   |       |
| 2001/02 | Первая лига   | 11-е  |       |
| 2002/03 | Западная лига | 1-е   |       |
| 2003/04 | Первая лига   | 5-е   |       |
| 2004/05 | Первая лига   | 10-е  |       |
| 2005/06 | Первая лига   | 15-е  |       |
| 2006/07 | Первая лига   | 13-е  |       |
| 2007/08 | Первая лига   | 12-е  |       |
| 2008/09 | Первая лига   | 16-е  |       |
| 2009/10 | Первая лига   | 9-е   |       |
| 2010/11 | Первая лига   | 3-е   |       |
| 2011/12 | Суперлига     | 14-е  |       |
| 2012/13 | Суперлига     | 14-е  |       |
| 2013/14 | Суперлига     | 8-е   |       |
| 2014/15 | Суперлига     | 5-е   |       |
| 2015/16 | Суперлига     | 14-е  |       |

## Достижения
- Суперлига Сербии

- - Бронзовый призёр: 2024/25